# Football Supporters Europe
Football Supporters Europe (FSE) este o rețea de suporteri de fotbal, înființată formal ca o asociație de membri non-profit și care susține că are membri din mai mult de 42 de țări membre UEFA. Fondată în iulie 2008 la primul Congres al fanilor europeni de fotbal (European Football Fans Congress), aceasta este considerată ca un partener legitim pentru problemele fanilor de către instituții ca UEFA, Consiliul Europei sau EPFL (European Professional Football Leagues).

## Principii de bază
Toți membrii FSE pledează pentru un suport pro-activ a patru principii de bază ale organizației:
- Opunerea către orice formă de discriminare (bazată pe criterii etnice, abilități, religie și convingeri, gen, orientare sexuală și vărstă).
- Respingerea violenței (atât fizică cât și verbală).
- Împuternicirea suporterilor de fotbal la nivel local.[8]
- Promovarea unui fotbal pozitiv și a culturii ultras, incluzând valori ca fair play și buna guvernare.

## Publicații
- REVIVE THE ROAR! special edition – The vision of Football Supporters Europe[nefuncțională]
- REVIVE THE ROAR! No 2 – The FSE Media guide[nefuncțională]
- REVIVE THE ROAR! No 3 – KNOW YOUR RIGHTS! Vol.1 Arhivat în 27 septembrie 2013, la Wayback Machine.
- Supporters Charters in Europe – A Handbook for Supporters, Clubs Associations and Leagues (2013) Arhivat în 27 septembrie 2013, la Wayback Machine.
- Fans’ Embassies – A Handbook Arhivat în 11 iulie 2015, la Wayback Machine.
- EFFC 2008 Report Arhivat în 18 mai 2012, la Wayback Machine.
- EFFC 2009 Report Arhivat în 26 februarie 2016, la Wayback Machine.
- EFFC 2010 Report[nefuncțională]
- EFFC 2011 Report[nefuncțională]
- EFFC 2012 Report[nefuncțională]

## Vezi și
- UEFA